# Greg Stanton

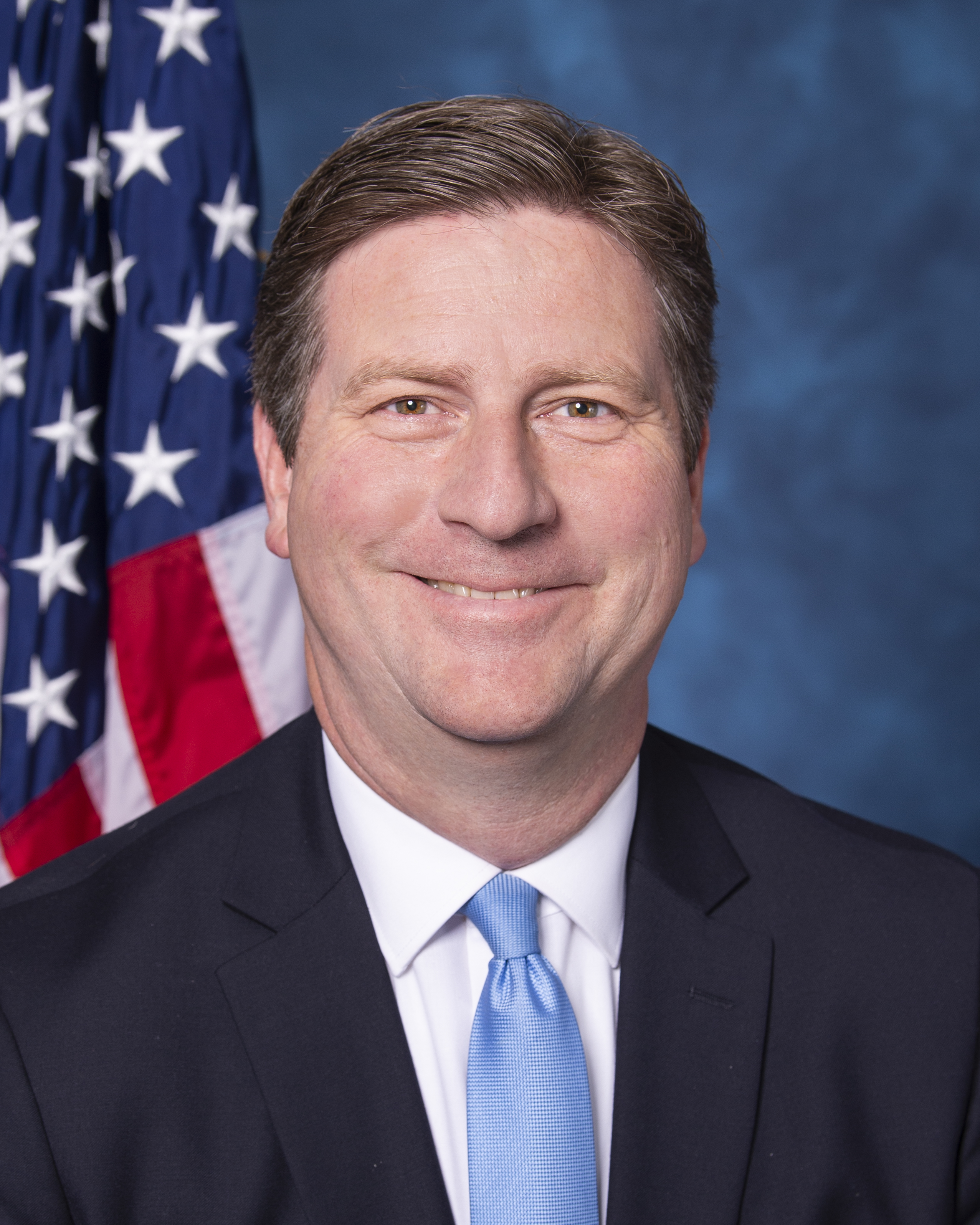
Greg Stanton (2019)

Gregory John „Gregg“ Stanton (* 8. März 1970 in Long Island, New York) ist ein amerikanischer Politiker der Demokratischen Partei. Von 2019 bis 2023 vertrat er den neunten Distrikt des Bundesstaates Arizona im Repräsentantenhaus der Vereinigten Staaten. Seit 2023 ist er Abgeordneter für den vierten Distrikt Arizonas. Von 2012 bis 2018 war er Bürgermeister von Phoenix.

## Leben
Stanton besuchte die Cortez High School in Phoenix. Danach erwarb er 1992 einen Bachelor of Arts an der Marquette University und 1995 den Juris Doctor (J.D.) an der Universität von Michigan. Anschließend arbeitete er bis 2000 als Anwalt.
Er ist verheiratet und hat mit seiner Frau Nicole zwei Kinder.

## Politik
Politisch schloss er sich der Demokratischen Partei an. Stanton wurde 2000 in den Stadtrat von Phoenix gewählt, 2001 sowie 2005 im Amt bestätigt und übte sein Mandat bis 2009 aus. Im September 2011 wurde er als Nachfolger von Phil Gordon zum Bürgermeister gewählt und 2015 wiedergewählt. Seine Amtszeit währte von 2012 bis 2018.
Bei der Wahl 2018 bewarb sich Stanton im neunten Kongresswahlbezirk für das US-Repräsentantenhaus, den Kyrsten Sinema bis dahin vertrat. Sie verzichtete auf eine weitere Kandidatur, um sich ihrerseits erfolgreich für den Senat der Vereinigten Staaten zu bewerben. In den demokratischen Vorwahlen war er ohne Gegenkandidat. In der allgemeinen Wahl setzte er sich mit 61,1 % der Stimmen gegen den Republikaner Steve Ferrara durch. Die Wahl zum Repräsentantenhaus der Vereinigten Staaten 2020 gewann er mit 61,6 % gegen Dave Giles von der Republikanischen Partei.
Die Primary (Vorwahl) seiner Partei für die Wahlen 2022, nunmehr für den vierten Distrikt, am 2. August gewann er erneut ohne Gegenkandidaten. Er trat dadurch am 8. November 2022 gegen Kelly Cooper von der Republikanischen Partei sowie dem unabhängigen Stephan Jones an. Er entschied die Wahl mit 57,1 % der Stimmen deutlich für sich und ist dadurch im Repräsentantenhaus des 118. Kongresses vertreten. Nachdem 
Senatorin Kyrsten Sinema aus der Demokratischen Partei ausgetreten war, liebäugelte Stanton mit einer Kandidatur in der Senatswahl 2024, verzichtete aber Anfang 2023 zugunsten von Ruben Gallego. In den Vorwahlen zur Kongresswahl 2024 hatte er keinen parteiinternen Herausforderer, während sich bei den Republikanern erneut Kelly Cooper durchsetzte. Im Duell zwischen Stanton und Cooper in der Hauptwahl, entschieden sich die Wähler mit 52,7 % für Stanton.

### Ausschüsse
Stanton ist aktuell Mitglied in folgenden Ausschüssen des Repräsentantenhauses:
- Committee on Foreign Affairs
  - Western Hemisphere
- Committee on Transportation and Infrastructure
  - Aviation
  - Highways and Transit
  - Water Resources and Environment

Stanton war zuvor auch Mitglied des Committee on the Judiciary. Er ist außerdem Mitglied in 14 Caucuses.